# 養老軒 (岐阜県)
有限会社養老軒（ようろうけん）とは、岐阜県加茂郡川辺町に本店のある和菓子店。

## 概要
1945年（昭和20年）創業の和菓子店。会長の渡辺良治は岐阜県菓子工業組合の理事長を務める。
看板商品の「ふるーつ大福」は餡と一緒にホイップクリームとイチゴなどのフルーツを包み込んだ大福。毎日でも食べたくなる和菓子をコンセプトに開発され、ショートケーキをイメージした洋菓子仕立ての商品。その後「おりじなる大福」として季節のフルーツを用いた大福の種類が増えていき、ふるーつ大福だけで売り上げの60％（2016年時点）、「ふるーつ大福」以外の大福を含めると80％（2012年時点）を占めている。

## 沿革
- 1945年（昭和20年） - 創業[3]。
- 1993年（平成5年） - 現在の場所に移転、「ふるーつ大福」を発売。
- 2012年（平成24年） - 公益財団法人食品等流通合理化促進機構が主催する第22回優良経営食料品小売店等表彰事業の農林水産大臣賞を受賞[3]。

## 商品
おりじなる大福
- ふるーつ大福（11月～5月）
- 生いちご大福（11月～4月）
- しょこらふるーつ大福（1月～2月）
- 丸ごと巨峰の大福（7月～10月）
- まっちゃり
- 極-塩まめ大福
- かぷちーの大福
- 栗きんとん大福
- いちじくのミルク栗きんとん大福
- マスクメロンの大福
- シャインマスカット大福

生どらやき
- みるく小倉
- みるくイチゴ
- みるくチーズ
- みるくちょこ
- みるく抹茶

和菓子
- ごろごろ栗のどら焼き
- 是より飛騨路
- 栗きんとん（9月～1月）

## 店舗
- 本店（岐阜県加茂郡川辺町）
- 松坂屋名古屋店（愛知県名古屋市）
- アスティ岐阜店（岐阜県岐阜市）
  - あんカフェ養老軒